# Seznam kulturních památek v Římově (okres České Budějovice)
Tento seznam nemovitých kulturních památek v obci Římov v okrese České Budějovice vychází z  Ústředního seznamu kulturních památek ČR, který na základě zákona č. 20/1987 Sb., o státní památkové péči, vede Národní památkový ústav jako ústřední organizace státní památkové péče. Údaje jsou průběžně upřesňovány, přesto mohou obsahovat i řadu věcných a formálních chyb a nepřesností či být neaktuální. 
Pokud byly některé části dotčeného území vyčleněny do samostatných seznamů, měly by být odkazy na tyto dílčí seznamy uvedeny v úvodu tohoto seznamu nebo v úvodu příslušné sekce seznamu.

## Římov
|  | Kategorie „Poutní areál Římov “ na Wikimedia Commons | Hledat fotografie a kategorie ve Wikimedia Commons podle rejstříkového čísla památky | Nahrát snímek k tomuto tématu do úložiště Wikimedia Commons |  |

|  | Kategorie „Pašijová cesta (Římov) “ na Wikimedia Commons | Hledat fotografie a kategorie ve Wikimedia Commons podle rejstříkového čísla památky | Nahrát snímek k tomuto tématu do úložiště Wikimedia Commons |  |

|  | Kategorie „Boží muka v Římově “ na Wikimedia Commons | Hledat fotografie a kategorie ve Wikimedia Commons podle rejstříkového čísla památky | Nahrát snímek k tomuto tématu do úložiště Wikimedia Commons |  |

|  | Kategorie „Římov Castle “ na Wikimedia Commons | Hledat fotografie a kategorie ve Wikimedia Commons podle rejstříkového čísla památky | Nahrát snímek k tomuto tématu do úložiště Wikimedia Commons |  |

|  |  | Hledat fotografie a kategorie ve Wikimedia Commons podle rejstříkového čísla památky | Nahrát snímek k tomuto tématu do úložiště Wikimedia Commons |  |

|  | Kategorie „Římov čp. 2 a 3 (České Budějovice District) “ na Wikimedia Commons | Hledat fotografie a kategorie ve Wikimedia Commons podle rejstříkového čísla památky | Nahrát snímek k tomuto tématu do úložiště Wikimedia Commons |  |

|  | Kategorie „Železniční muzeum Roubenka (Římov) “ na Wikimedia Commons | Hledat fotografie a kategorie ve Wikimedia Commons podle rejstříkového čísla památky | Nahrát snímek k tomuto tématu do úložiště Wikimedia Commons |  |

|  | Kategorie „Rectory in Římov (České Budějovice District) “ na Wikimedia Commons | Hledat fotografie a kategorie ve Wikimedia Commons podle rejstříkového čísla památky | Nahrát snímek k tomuto tématu do úložiště Wikimedia Commons |  |

## Branišovice
| Památka              | Fotografie        | Rejstříkové číslo v ÚSKP                                                             | Sídelní útvar                                               | Poloha                                                         | Popis a poznámky |
| -------------------- | ----------------- | ------------------------------------------------------------------------------------ | ----------------------------------------------------------- | -------------------------------------------------------------- | --- |
| Hradiště (Q37014602) | \| \| \| \| \| \| | 36194/3-260 Pam. katalog MIS                                                         | Branišovice                                                 | na ostrohu proti Římovu 48°51′13,94″ s. š., 14°29′51,06″ v. d. | Raně středověké hradiště z 9. století. Trojdílné hradiště na temeni nepravidelně trojúhelníkovité ostrožny mezi řekou Malší a potokem Sedlec se skládá z malé akropole a dvou rozlehlejších předhradí, které od sebe byly odděleny opevněním, z něhož zbyly pozůstatky tří valů. · Památkově chráněno od roku 1963. |
|                      |                   | Hledat fotografie a kategorie ve Wikimedia Commons podle rejstříkového čísla památky | Nahrát snímek k tomuto tématu do úložiště Wikimedia Commons |                                                                | |

## Dolní Stropnice
| Památka                                    | Fotografie                                                               | Rejstříkové číslo v ÚSKP                                                             | Sídelní útvar                                               | Poloha                                                                           | Popis a poznámky |
| ------------------------------------------ | ------------------------------------------------------------------------ | ------------------------------------------------------------------------------------ | ----------------------------------------------------------- | -------------------------------------------------------------------------------- | --- |
| Silniční most ev. č. 155-007 (Q28031121) · | \| \| \| \| \| \|                                                        | 37163/3-5878 Pam. katalog MIS                                                        | Dolní Stropnice                                             | přes Malši, k. ú. Dolní Stropnice a Římov 48°51′46,05″ s. š., 14°29′49,57″ v. d. | Silniční most č. 155-007, kamenný tříobloukový most přes Malši. · Památkově chráněno od roku 1988. · Památková ochrana zpětně předpokládána od 3. května 1958 do 31. prosince 1987, pozdější zápis byl v prosinci 2020 zrušen jako neplatný. |
|                                            | Kategorie „Stone bridge over the Malše near Římov “ na Wikimedia Commons | Hledat fotografie a kategorie ve Wikimedia Commons podle rejstříkového čísla památky | Nahrát snímek k tomuto tématu do úložiště Wikimedia Commons |                                                                                  | |